# Soul Men (Sam & Dave)
| Recensione | Giudizio |
| ---------- | -------- |
| AllMusic   | [ 1 ]    |

Soul Men è il terzo album discografico del duo musicale di Soul e Rhythm and Blues afroamericano Sam & Dave, pubblicato dall'etichetta discografica Stax Records nell'ottobre del 1967.
L'album raggiunse la sessantaduesima posizione (13 gennaio 1968) della classifica statunitense Billboard 200.
Il brano contenuto nell'album: Soul Man e pubblicato come singolo, raggiunse la seconda posizione della Chart Billboard Hot 100 (4 novembre 1967).

## Tracce
Lato A
1. Soul Man – 2:36 (Isaac Hayes, David Porter) – Registrato il 10 agosto 1967
2. May I Baby – 2:38 (Isaac Hayes, David Porter) – Registrato il 10 agosto 1967
3. Broke Down Piece of Man – 2:46 (Steve Cropper, Joe Shamwell) – Registrato il 4 ottobre 1967
4. Let It Be Me – 2:45 (Manny Curtis, Gilbert Bécaud, Pierre Delanoë) – Registrato il 4 ottobre 1967
5. Hold It Baby – 2:35 (Bonnie Mack Rice) – Registrato il 4 ottobre 1967
6. I'm with You – 2:50 (Loman Pauling) – Registrato il 4 ottobre 1967

Lato B
1. Don't Knock It – 2:28 (Isaac Hayes, David Porter) – Registrato il 4 ottobre 1967
2. Just Keep Holding On – 2:52 (Alvertis Isbell, Booker T. Jones) – Registrato il 4 ottobre 1967
3. The Good Runs the Bad Away – 2:15 (Andrew Love, Wayne Jackson) – Registrato il 4 ottobre 1967
4. Rich Kind of Poverty – 2:13 (Isaac Hayes, Paul Selph) – Registrato il 4 ottobre 1967
5. I've Seen What Loneliness Can Do – 2:58 (Homer Banks, Allen Jones) – Registrato il 4 ottobre 1967

## Musicisti
- Sam Moore - voce
- David Prater - voce
- Altri musicisti non accreditati (probabilmente musicisti dello staff della Stax, tra cui Booker T. & the M.G.'s e Memphis Horns)

Note aggiuntive
- Isaac Hayes e David Porter - produttore
- Jim Stewart - supervisore
- Registrazioni effettuate il 10 agosto e 4 ottobre 1967 a Memphis, Tennessee (Stati Uniti)[5]
- Loring Eutemey - design album
- Jean-Pierre Leloir - fotografie (copertina e interno copertina album)
- Loraine Alterman - note retrocopertina album[6]